# The Greatest (Sia)
"The Greatest" is een nummer van de Australische zangeres Sia samen met de Amerikaanse rapper Kendrick Lamar. Het nummer werd op 6 september 2016 uitgebracht door Monkey Puzzle Records en RCA Records als de eerste single van Sia's nog te verschijnen achtste studioalbum We Are Your Children. "The Greatest" is geschreven door Sia en Greg Kurstin, die ook het nummer heeft geproduceerd. In de bijhorende videoclip is de danseres Maddie Ziegler te zien, die in meerdere videoclips van Sia heeft gedanst.

## Achtergrondinformatie
In veel landen heeft het nummer de top-5 behaald, onder andere in het Verenigd Koninkrijk en Australië. In Zwitserland behaalde het nummer de nummer-1 positie.

## Videoclip
De bijhorende videoclip is geregisseerd door Sia en Daniel Askill en de choreografie is verzorgd door Ryan Heffington. De videoclip werd op 6 september 2016 uitgebracht.
Verschillende mediabladen concluderen dat de videoclip een eerbetoon is aan de slachtoffers van de schietpartij in Orlando in 2016. De 49 dansers (inclusief Maddie) in de videoclip zouden de slachtoffers moeten voorstellen.

## Hitnoteringen

### Nederlandse Top 40
| Hitnotering: 24-09-2016 t/m | Hitnotering: 24-09-2016 t/m | Hitnotering: 24-09-2016 t/m | Hitnotering: 24-09-2016 t/m | Hitnotering: 24-09-2016 t/m | Hitnotering: 24-09-2016 t/m | Hitnotering: 24-09-2016 t/m | Hitnotering: 24-09-2016 t/m | Hitnotering: 24-09-2016 t/m | Hitnotering: 24-09-2016 t/m | Hitnotering: 24-09-2016 t/m | Hitnotering: 24-09-2016 t/m | Hitnotering: 24-09-2016 t/m | Hitnotering: 24-09-2016 t/m | Hitnotering: 24-09-2016 t/m | Hitnotering: 24-09-2016 t/m | Hitnotering: 24-09-2016 t/m | Hitnotering: 24-09-2016 t/m | Hitnotering: 24-09-2016 t/m | Hitnotering: 24-09-2016 t/m | Hitnotering: 24-09-2016 t/m |
| Week:                       | 1                           | 2                           | 3                           | 4                           | 5                           | 6                           | 7                           | 8                           | 9                           | 10                          | 11                          | 12                          | 13                          | 14                          | 15                          | 16                          | 17                          | 18                          | 19                          | 20                          |
| --------------------------- | --------------------------- | --------------------------- | --------------------------- | --------------------------- | --------------------------- | --------------------------- | --------------------------- | --------------------------- | --------------------------- | --------------------------- | --------------------------- | --------------------------- | --------------------------- | --------------------------- | --------------------------- | --------------------------- | --------------------------- | --------------------------- | --------------------------- | --------------------------- |
| Positie:                    | 18                          | 12                          | 10                          | 7                           | 7                           | 7                           | 5                           | 4                           | 4                           | 6                           | 9                           | 10                          | 12                          | 13                          |                             |                             |                             |                             |                             |                             |

### NederlandseSingle Top 100
| Hitnotering: 17-09-2016 t/m | Hitnotering: 17-09-2016 t/m | Hitnotering: 17-09-2016 t/m | Hitnotering: 17-09-2016 t/m | Hitnotering: 17-09-2016 t/m | Hitnotering: 17-09-2016 t/m | Hitnotering: 17-09-2016 t/m | Hitnotering: 17-09-2016 t/m | Hitnotering: 17-09-2016 t/m | Hitnotering: 17-09-2016 t/m | Hitnotering: 17-09-2016 t/m | Hitnotering: 17-09-2016 t/m | Hitnotering: 17-09-2016 t/m | Hitnotering: 17-09-2016 t/m | Hitnotering: 17-09-2016 t/m | Hitnotering: 17-09-2016 t/m | Hitnotering: 17-09-2016 t/m | Hitnotering: 17-09-2016 t/m | Hitnotering: 17-09-2016 t/m | Hitnotering: 17-09-2016 t/m | Hitnotering: 17-09-2016 t/m |
| Week:                       | 1                           | 2                           | 3                           | 4                           | 5                           | 6                           | 7                           | 8                           | 9                           | 10                          | 11                          | 12                          | 13                          | 14                          | 15                          | 16                          | 17                          | 18                          | 19                          | 20                          |
| --------------------------- | --------------------------- | --------------------------- | --------------------------- | --------------------------- | --------------------------- | --------------------------- | --------------------------- | --------------------------- | --------------------------- | --------------------------- | --------------------------- | --------------------------- | --------------------------- | --------------------------- | --------------------------- | --------------------------- | --------------------------- | --------------------------- | --------------------------- | --------------------------- |
| Positie:                    | 26                          | 14                          | 12                          | 9                           | 9                           | 10                          | 9                           | 8                           | 12                          | 13                          | 18                          | 15                          | 15                          | 17                          | 19                          |                             |                             |                             |                             |                             |

### NederlandseMega Top 50
| Hitnotering: 17-09-2016 t/m | Hitnotering: 17-09-2016 t/m | Hitnotering: 17-09-2016 t/m | Hitnotering: 17-09-2016 t/m | Hitnotering: 17-09-2016 t/m | Hitnotering: 17-09-2016 t/m | Hitnotering: 17-09-2016 t/m | Hitnotering: 17-09-2016 t/m | Hitnotering: 17-09-2016 t/m | Hitnotering: 17-09-2016 t/m | Hitnotering: 17-09-2016 t/m | Hitnotering: 17-09-2016 t/m | Hitnotering: 17-09-2016 t/m | Hitnotering: 17-09-2016 t/m | Hitnotering: 17-09-2016 t/m | Hitnotering: 17-09-2016 t/m | Hitnotering: 17-09-2016 t/m | Hitnotering: 17-09-2016 t/m | Hitnotering: 17-09-2016 t/m | Hitnotering: 17-09-2016 t/m | Hitnotering: 17-09-2016 t/m |
| Week:                       | 1                           | 2                           | 3                           | 4                           | 5                           | 6                           | 7                           | 8                           | 9                           | 10                          | 11                          | 12                          | 13                          | 14                          | 15                          | 16                          | 17                          | 18                          | 19                          | 20                          |
| --------------------------- | --------------------------- | --------------------------- | --------------------------- | --------------------------- | --------------------------- | --------------------------- | --------------------------- | --------------------------- | --------------------------- | --------------------------- | --------------------------- | --------------------------- | --------------------------- | --------------------------- | --------------------------- | --------------------------- | --------------------------- | --------------------------- | --------------------------- | --------------------------- |
| Positie:                    | 14                          | 10                          | 11                          | 9                           | 9                           | 8                           | 4                           | 5                           | 8                           | 6                           | 7                           | 5                           | 10                          | 10                          |                             |                             |                             |                             |                             |                             |

### NPO Radio 2 Top 2000
| Nummer met noteringen in de NPO Radio 2 Top 2000 | '17  | '18  |
| ------------------------------------------------ | ---- | ---- |
| The Greatest                                     | 1335 | 1542 |

1. ↑  Een vetgedrukt getal geeft de hoogste notering aan.
2. ↑  2017 was het eerste jaar met een notering voor dit nummer.
3. ↑  Deze tabel is bijgewerkt tot en met de laatste editie (2024).

## Releasedata
| Land             | Releasedatum      | Formaat        | Label                       |
| ---------------- | ----------------- | -------------- | --------------------------- |
| Wereldwijd       | 6 september 2016  | Muziekdownload | Monkey Puzzle, Inertia, RCA |
| Italië           | 16 september 2016 | Radio          | Sony Music Entertainment    |
| Verenigde Staten | 27 september 2016 | Radio          | RCA                         |